# William Renshaw
William "Willie" Charles Renshaw (Leamington, Warwickshire, 3 de gener de 1861 − Swanage, Dorset, 12 d'agost de 1904) va ser un dels més grans tennistes que va tenir el Regne Unit, destacant en els anys 1880, època en què va aconseguir un total de 12 títols a Wimbledon, set individuals i cinc de dobles amb el seu germà Ernest.

## Carrera esportiva

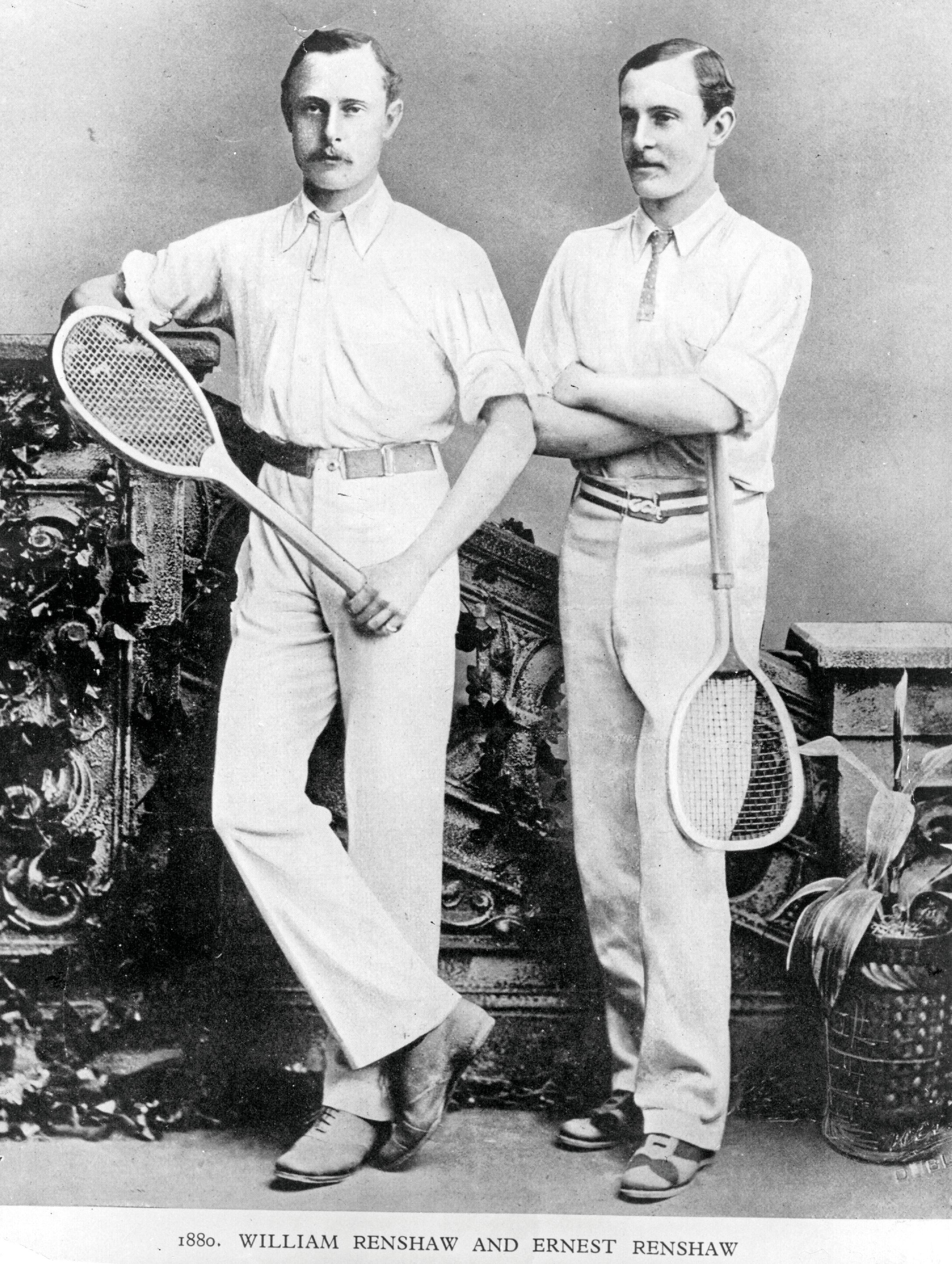
Els germans William i Ernest Renshaw (1880).

Nascut a Leamington, Warwickshire va debutar a Wimbledon el 1880, perdent a la tercera ronda davant O.E. Woodhouse. A partir d'allà va aconseguir un rècord de 7 títols en individuals (després igualat per Pete Sampras, l'any 2000), 6 d'ells en forma consecutiva. Aquest últim es manté al dia avui com un rècord que va tenir diversos intents de ser assolit (Björn Borg i Roger Federer van obtenir 5 en forma consecutiva) però que ningú ho va poder igualar. Igualment, els rècords de Borg i Federer són considerats els "rècords moderns", ja que en l'època de Renshaw el campió jugava directament a la final l'any següent (challenge round), i actualment s'han de jugar 7 partits per consagrar campió del torneig, cosa que el fa un fet extremadament difícil d'igualar.
El seu títol potser més espectacular va ser el de 1889, quan en la final d'all-comers davant Harry Barlow va aixecar 6 punts de partit i després va remuntar un 0-5 al cinquè set. A la final va derrotar el seu germà bessó, Ernest Renshaw, a qui ja havia vençut en les finals de 1882 i 1883. Al costat d'aquest últim va conquerir un total de 7 títols de Wimbledon en dobles (rècord després superat pels germans Doherty, amb 8 títols). Els seus 14 títols a Wimbledon es mantenen com un rècord històric.
El seu joc era agressiu, amb un servei i un smash (cop que se li atribueix com el primer a utilitzar-lo) poderosos i freqüents acostaments a la xarxa. El seu rècord de 15 partits consecutius guanyats en individual a Wimbledon, va ser acabat superat el 1936 per Fred Perry, 14 anys després d'eliminat el challenge round. Al costat del seu germà, van ser els primers tennistes a prendre's seriosament l'esport, jugant torneigs a Anglaterra i Irlanda a l'estiu i a la Riviera francesa a l'hivern (construïren una pista de tennis a Canes el 1880).
L'any 1888 fou elegit primer president de la federació britànica de tennis, anomenada British Lawn Tennis Association (LTA). Va morir a Swanage, Dorset, el 1904 i va ser incorporat al Saló Internacional de la Fama de Tennis el 1983, amb el seu germà bessó.

## Torneigs de Grand Slam

### Individual: 8 (7−1)
| Resultat  | Núm. | Any  | Campionat                                    | Superfície | Oponent a la final  | Marcador                |
| --------- | ---- | ---- | -------------------------------------------- | ---------- | ------------------- | ----------------------- |
| Guanyador | 1.   | 1881 | Wimbledon Championships, Londres, Regne Unit | Herba      | John Hartley        | 6−0, 6−1, 6−1           |
| Guanyador | 2.   | 1882 | Wimbledon Championships (2)                  | Herba      | Ernest Renshaw      | 6−1, 2−6, 4−6, 6−2, 6−2 |
| Guanyador | 3.   | 1883 | Wimbledon Championships (3)                  | Herba      | Ernest Renshaw      | 2−6, 6−3, 6−3, 4−6, 6−3 |
| Guanyador | 4.   | 1884 | Wimbledon Championships (4)                  | Herba      | Herbert Lawford     | 6−0, 6−4, 9−7           |
| Guanyador | 5.   | 1885 | Wimbledon Championships (5)                  | Herba      | Herbert Lawford     | 7−5, 6−2, 4−6, 7−5      |
| Guanyador | 6.   | 1886 | Wimbledon Championships (6)                  | Herba      | Herbert Lawford     | 6−0, 5−7, 6−3, 6−4      |
| Guanyador | 7.   | 1889 | Wimbledon Championships (7)                  | Herba      | Ernest Renshaw      | 7−5, 6−2, 4−6, 7−5      |
| Finalista | 1.   | 1890 | Wimbledon Championships                      | Herba      | Willoughby Hamilton | 8−6, 2−6, 6−3, 1−6, 1−6 |

### Dobles: 5 (5−0)
| Resultat  | Núm. | Any  | Campionat                                    | Superfície | Parella        | Oponents a la final                    | Marcador                |
| --------- | ---- | ---- | -------------------------------------------- | ---------- | -------------- | -------------------------------------- | ----------------------- |
| Guanyador | 1.   | 1884 | Wimbledon Championships, Londres, Regne Unit | Herba      | Ernest Renshaw | Ernest Lewis Edward Williams           | 6−3, 6−1, 1−6, 6−4      |
| Guanyador | 2.   | 1885 | Wimbledon Championships (2)                  | Herba      | Ernest Renshaw | Claude Farrer Arthur Stanley           | 6−3, 6−3, 10−8          |
| Guanyador | 3.   | 1886 | Wimbledon Championships (3)                  | Herba      | Ernest Renshaw | Claude Farrer Arthur Stanley           | 6−3, 6−3, 4−6, 7−5      |
| Guanyador | 4.   | 1888 | Wimbledon Championships (4)                  | Herba      | Ernest Renshaw | Patrick Bowes-Lyon Herbert Wilberforce | 2−6, 1−6, 6−3, 6−4, 6−3 |
| Guanyador | 5.   | 1889 | Wimbledon Championships (5)                  | Herba      | Ernest Renshaw | George Hillyard Ernest Lewis           | 6−4, 6−4, 3−6, 0−6, 6−1 |